# 日置町 (愛西市)
日置町（へきちょう）は、愛知県愛西市の地名。

## 地理
愛西市旧佐屋町北端部に位置する。東は津島市、西は柚木町、南は金棒町・稲葉町・須依町、北は津島市に接する。

### 学区
- 高等学校 - 尾張学区
- 中学校 - 愛西市立佐屋中学校[WEB 5]
- 小学校 - 愛西市立佐屋小学校[WEB 5]

## 歴史

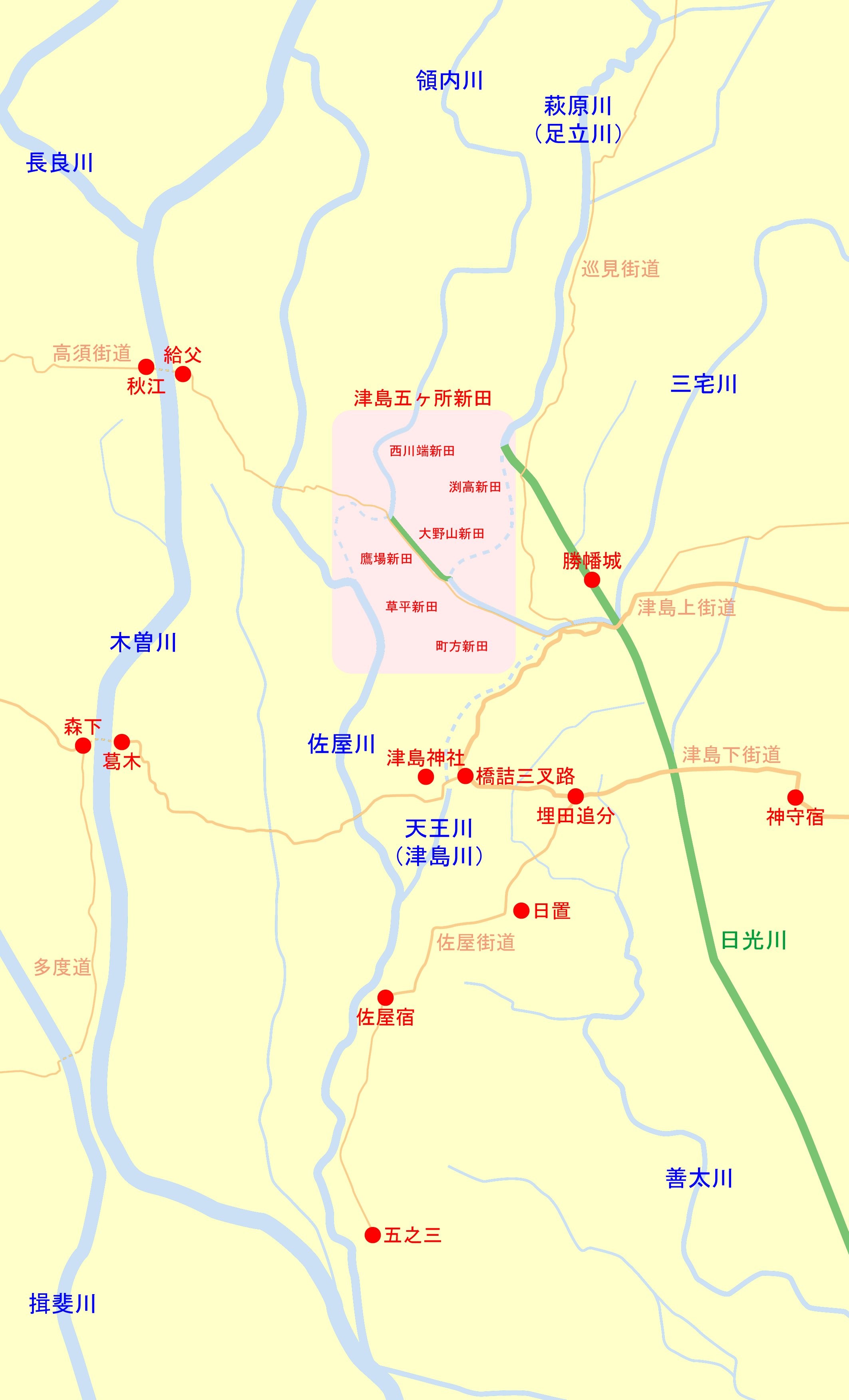
江戸時代末ごろの天王川周辺の位置関係図。破線は江戸時代初期ごろの旧河道、緑線・緑字は開削・付替後の新河道。橙線・橙字は主要街道、赤字は主要な地名など。

「日置」の元々の読みは「ひき」であり、「へき」と読むようになるのは2000年代になってからである。
平安時代の938年頃に成立した『和名類聚抄』には、海部郡の郷として「日置郷」が掲載されている。平安時代後期に海部郡が海東郡と海西郡に分割されると、二之枝川が郡境として設定されたため日置は海西郡となる。この頃の日置に関して、藤原頼長による『台記』には1150年（久安6年）7月8日に頼長が日置荘を父・忠実から譲り受けたことが記されており、また別の史料では時期は不明ながらも一時期皇太后領であった記録も残されている。
鎌倉時代の『吾妻鏡』には、1187年（文治3年）10月26日に源頼朝が若宮八幡宮社に寄進した所領に「尾張国日置領」が含まれている。南北朝時代以降は三宝院領・代官領・春日社領などと変遷するが、1468年（応仁2年）10月4日の記録では若宮八幡宮社の荘の1つとして記されている。
江戸時代になると海東郡と海西郡と郡境が佐屋川に変更されたため、日置村は海東郡に移る。佐屋代官所の支配で、佐屋宿の寄付人馬役（助郷）を務めた。

### 沿革
- 1889年（明治22年） - 合併に伴い、海東郡日置村が同郡八幡村大字日置となる[2]。
- 1906年（明治39年） - 合併に伴い、佐屋村大字日置となる[2]。
- 1955年（昭和30年） - 町制施行に伴い、佐屋町大字日置となる[2]。
- 2005年（平成17年）4月1日 - 佐屋町大字日置（ひき）が合併に伴い、愛西市日置町（ひきちょう）となる[WEB 7]。
- 2009年（平成21年）4月 - 読みが「ひきちょう」から「へきちょう」に変更される[WEB 7]。

## 世帯数と人口

### 人口の変遷
国勢調査による人口の推移。
| 1961年（昭和36年） | 1133人 |  |  |
| 1975年（昭和50年） | 2112人 |  |  |
| 1995年（平成7年）  | 2157人 |  |  |
| 2000年（平成12年） | 2011人 |  |  |
| 2005年（平成17年） | 2051人 |  |  |
| 2010年（平成22年） | 2131人 |  |  |
| 2015年（平成27年） | 2198人 |  |  |

### 世帯数の変遷
国勢調査による世帯数の推移。
| 1961年（昭和36年） | 242世帯 |  |  |
| 1975年（昭和50年） | 549世帯 |  |  |
| 1995年（平成7年）  | 632世帯 |  |  |
| 2000年（平成12年） | 622世帯 |  |  |
| 2005年（平成17年） | 646世帯 |  |  |
| 2010年（平成22年） | 747世帯 |  |  |
| 2015年（平成27年） | 794世帯 |  |  |

## 交通

### 鉄道
- 名鉄尾西線[1]

### バス
- 愛西市巡回バス（2020年4月1日現在）[3]

|    | 停留所名   | ルート   |
| -- | ---------- | -------- |
| 32 | 日置公民館 | 佐屋中央 |

### 道路
- 愛知県道105号富島津島線[1]

## 施設
- 佐屋北保育園[1]
- 真言宗智山派大聖院[1]
- 真宗大谷派明通寺[1]
- 日置八幡宮[1]
- 山忠本家[1]
- 山忠新家[1]

## その他

### 日本郵便
- 郵便番号:496-0906[WEB 7]

### WEB
1. ↑  “愛知県愛西市の町丁・字一覧”.   人口統計ラボ. 2021年8月9日閲覧。
2. ↑  総務省統計局 (2017年1月27日). “平成27年国勢調査の調査結果(e-Stat) - 男女別人口及び世帯数 －町丁・字等” (CSV). 2021年7月21日閲覧。
3. ↑  “愛知県愛西市の郵便番号一覧”.   日本郵便. 2022年1月3日閲覧。
4. ↑  “市外局番の一覧” (PDF).   総務省. 2019年5月13日閲覧。
5. 1 2  “小・中学校”. 愛西市役所 教育委員会 学校教育課.   愛西市. 2022年1月3日時点のオリジナルよりアーカイブ。2021年8月9日閲覧。
6. ↑  “日置【ひき】”. 角川日本地名大辞典 オンライン版. 2023年3月8日閲覧。
7. 1 2 3 4  “〒496-0906 愛知県 愛西市 日置町”.   日本の住所. 2022年1月3日閲覧。
8. ↑  “倭名類聚鈔 20巻3 国立国会図書館デジタルコレクション”. 2020年11月2日閲覧。43ページ
9. ↑  “日置郷(古代)”. 角川日本地名大辞典 オンライン版. 2023年3月8日閲覧。
10. 1 2  “海東郡【かいとうぐん】”. 角川日本地名大辞典 オンライン版. 2023年3月8日閲覧。
11. 1 2 3  “日置荘(中世)”. 角川日本地名大辞典 オンライン版. 2023年3月8日閲覧。
12. ↑  “日置村(近世)”. 角川日本地名大辞典 オンライン版. 2023年3月8日閲覧。
13. 1 2  総務省統計局 (2014年3月28日). “平成7年国勢調査の調査結果(e-Stat) - 男女別人口及び世帯数 －町丁・字等” (CSV). 2021年7月20日閲覧。
14. 1 2  総務省統計局 (2014年5月30日). “平成12年国勢調査の調査結果(e-Stat) - 男女別人口及び世帯数 －町丁・字等” (CSV). 2021年7月20日閲覧。
15. 1 2  総務省統計局 (2014年6月27日). “平成17年国勢調査の調査結果(e-Stat) - 男女別人口及び世帯数 －町丁・字等” (CSV). 2021年7月21日閲覧。
16. 1 2  総務省統計局 (2012年1月20日). “平成22年国勢調査の調査結果(e-Stat) - 男女別人口及び世帯数 －町丁・字等” (CSV). 2021年7月21日閲覧。
17. 1 2  総務省統計局 (2017年1月27日). “平成27年国勢調査の調査結果(e-Stat) - 男女別人口及び世帯数 －町丁・字等” (CSV). 2021年7月21日閲覧。

### 書籍
1. 1 2 3 4 5 6 7 8 9 10  「角川日本地名大辞典」編纂委員会 1989, p. 1871.
2. 1 2 3 4 5 6 7  「角川日本地名大辞典」編纂委員会 1989, p. 1127.
3. ↑  愛西市. “愛西市巡回バス”. 2024年4月9日閲覧。